# Max Wilms
Max Wilms (5 de noviembre de 1867 -
14 de mayo de 1918) fue un cirujano alemán. Nació en Hunshoven, Aachen, cerca de la frontera con Bélgica y Holanda. Fue bautizado como Carolus Maximilianus Wilhemus Wilms. Fue al colegio en Solgen y luego en Cologne, adonde su padre trabajaba en el consejo judicial. Fue su padre, también, quien lo estimuló a estudiar leyes, pero luego de un semestre, en 1886, decidió cambiarse a Medicina. Concurrió a las escuelas de Munich, Marburg, Berlín, y obtuvo su diploma de médico en Bonn, en 1890.
En mayo de 1918, mientras realizaba una cirugía de emergencia en un prisionero de guerra francés que tenía una laringe inflamada ocasionada por una difteria, Wilms se contagió con la enfermedad y murió a los pocos días a la edad de cincuenta años. Según se informa, logró salvar la vida del soldado francés. Después de su muerte, su puesto en Heidelberg fue ocupado por el cirujano Eugen Enderlen (1863-1940).
Max Wilms es recordado por su trabajo en el campo de la nefrología y sus estudios patológicos sobre el desarrollo de células tumorales. En su investigación de los tumores renales, propuso que las células tumorales se originan durante el desarrollo del embrión. Publicó sus hallazgos en una influyente monografía de 1899 titulada Die Mischgeschwülste der Niere. Como resultado de su extenso trabajo en tumores renales, el nefroblastoma también es conocido como tumor de Wilms, un tumor maligno del riñón.
Wilms hizo varias contribuciones como cirujano y se le atribuye la introducción de una resección costal parcial utilizada en el tratamiento de la tuberculosis pulmonar. También introdujo la prostatectomía perineal a través de una incisión lateral.
Realizó un extenso trabajo en el campo de la radiología, utilizando la radioterapia para el tratamiento de tumores y la tuberculosis. A Wilms también se le atribuye el desarrollo de un manómetro para medir la presión del líquido cefalorraquídeo. En colaboración con el cirujano Ludwig Wullstein (1864-1930), publicó Lehrbuch der Chirurgie, un libro de texto de cirugía que se tradujo a varios idiomas.